# Brachiaria malacodes
Brachiaria malacodes là một loài thực vật có hoa trong họ Hòa thảo. Loài này được (Mez & K.Schum.) H.Scholz mô tả khoa học đầu tiên năm 1978.